# رأس مال متداول
يُمثّل رأس المال المتداول السيولة المتاحة لإدارة مشروع أو مؤسسة أو أي كيان آخر وبما في ذلك الكيان الحكومي. يُعد رأس المال المتداول، بالإضافة إلى الأصوال الثابتة مثل المنشأة والآلات، جزءًا من رأس المال العامل. ويساوي إجمالي رأس المال العامل الأصول المتداولة. يُحسب رأس المال العامل بحساب الفرق بين الأصول المتداولة والخصوم المتداولة. وفي حالة كانت الأصول المتداولة أقل من الخصوم المتداولة، فإن الكيان يعاني من نقص في رأس المال المتداول ويثسمى أيضًا عجز رأس المال المتداول.
قد يكون لدى شركةٍ ما أصول وربحية، ولكن تعاني من نقصٍ في السيولة وهذا في حالة صعوبة تحويل الأصول إلى نقدية. ولضمان مقدرة الشركة على مواصلة عملياتها وامتلاكها لأرصدة كافية لسداد كلٍ من الديون قصيرة الأجل مستحقة السداد وصروفات التشغيل المقبلة، يجب أن يتوفر رأس مال متداول إيجابي. إن إدارة رأس المال المتداول تتضمن أيضًا إدارة المخزون والذمم المدينة والذمم الدائنة والنقدية.

## الاحتساب
يُشكّل رأس المال المتداول الفرق بين الأصول المتداولة والخصوم المتداولة.
ويتم الاحتساب الأساسي لرأس المال المتداول على أساس إجمالي الأصول المتداولة للمؤسسة.
رأس المال المتداول = الأصول المتداولة - الخصوم المتداولة

### المدخلات
تحتوي الأصول المتداولة والخصوم المتداولة على ثلاث حسابات تعتبر ذات أهمية خاصة. وتُمثل هذا الحسابات مجالات العمل الثلاثة التي للمدراء التأثير المباشر عليها:
- الذمم المدينة (الأصل المتداول)
- المخزون (الأصول المتداولة) و
- الذمم الدائنة (الالتزام المتداول)

يُشكّل الجزء المتداول من الدين (مستحق السداد في غضون 12 شهرًا) موقفًا حرجًا، حيث يُمثل استحقاق قصير الأجل للأصول المتداولة وتُشكّل الأصول قصيرة الأجل ضمانًا له. ومن الأنواع الشائعة من الديون قصيرة الأجل، القروض المصرفية والتسهيلات الائتمانية. تُشير الزيادة في صافي رأس المال المتداول إمّا إلى أن الأعمال تُزيد من الأصول المتداولة (أي تُزيد من المستحقات أو الأصول المتداولة الأخرى) أو تُنقِص الخصوم المتداولة — على سبيل المثال تقوم الأعمال بسداد جزءٍ من الدائنة قصيرة الأجل أو الإثنين معًا.

## دورة رأس المال

### التعريف
دورة رأس المال المتداول هي الفترة الزمنية اللازمة لتحويل صافي الأصول المتداولة والخصوم المتداولة إلى نقدية. وكلما امتدت الدورة لفترة أطول كلما زاد تجميع الأعمال لرأس المال في رأس المال المتداول دون تحقيق عائد منه. لذلك تسعى الشركات لتقصير دورة رأس المال من خلال جمع المستحقات بشكل أسرع أو في بعض الأحيان، من خلال تمديد المستحقات الدفع.

### المعنى
يعمل رأس المال الإيجابي على إحداث توازن بين المدفوعات الصادرة والواردة لتقليص رأس المال المتداول وزيادة التدفق النقدي الحر. تحتاج هذه الدورة، والتي مدتها 30 يومًا، عادةً لأن تُموَّل من خلال تسهيل مصرفي وتُعد الفائدة العائدة على هذا التمويل بمثابة تكلفة احتفاظ تعمل على تقليل ربحية الشركة. تتطلب تنمية الأعمال إلى النقدية والقدرة على تحرير نقدية من خلال تقليل دورة رأس المال المتداول هي أكثر طرق النمو تكلفةً. يقوم المشترون المُحنَّكون بمراجعة هدف دورة رأس المال المتداول بدقة بحيث يعيهم فكرة عن فاعلية الإدارة في إدارة ميزانيتها وتوليد سيولة نقدية.
كقاعدة مطلقة للممولين، يريد كل منهما أن يري رأس مال متداول إيجابي. مثل هذا الموقع يُمكن كلٍ منهما من التفكير في أن شركتهما تملك فائض أصول متداولة لتغطية الالتزامات المالية. إلا أن هذا لا ينطبق على رأس المال المتداول السلبي. هناك عدد كبير من الممولين ويعتقد أن الأعمال لا يمكن أن تستديم مع رأس المال المتداول السلبي، ولكنها طريقة تفكير خاطئة، فمن أجل تشغيل الأعمال التجارية المستدامة برأس مال متداول سلبي، يجب فهم بعض المكونات الرئيسية.
1. التقرب لموردينك وإقناعهم بشرائك للمخزون منهم في خلال شهرين من شروط التسليف، ولكن يجب الأخذ في الاعتبار أن يجب أن تبيع البضائع التي اشتريتها للمستهلكين مقابل المال. 2. رصد إدارة مخزونك بشكل جيد والتأكد من أنه يتم تعبئتها دائمًا، وبمساعدة مورديك قم بعمل نسخة احتياطية لمستودعك.
بالإضافة إلى ذلك، فإن الشركات الكبرى مثل ماكدونالدز وأمازون وديل وجنرال الكتريك ووول مارت تستخدم رأس المال المتداول السلبي.

## إدارة رأس المال المتداول
يُشار إلى القرارات المتعلقة برأس المال المتداول والتمويل قصير الأجل بإدارة رأس المال المتداول. وتشمل هذه الإدارة العلاقة بين الأصول قصيرة الأجل لشركة ما والخصوم قصيرة الأجل. إن الهدف من إدارة رأس المال المتداول هو ضمان أن الشركة قادرة على مواصلة عملياتها وأن لديها سيولة نقدية كافية لتلبية كلٍ من الديون قصيرة الأجل المستحقة والنفقات التشغيلية المقبلة.
تُركّز إستراتيجية المحاسبة الإدارية على الحفاظ على مستويات كفاءة كلٍ من مكونَي رأس المال المتداول، وهما، الأصول المتداولة والخصوم المتداولة، فيما يخص العلاقة المتبادلة بينهما. تضمن إدارة رأس المال المتداول أن الشركة لديها سيولة نقدية كافية لتلبية التزامات الديون قصيرة الأجل ونفقات التشغيل.

### معايير اتخاذ القرار
بناءًا على تعريف إدارة رأس المال المتداول، فإنه يتضمن القرارات قصيرة الأجل، والتي تكون بشكل عام سارية لفترة سنة واحدة مقبلة وذات طابع دوري. ولذلك فإن اتخاذ هذه القرارات لا يُبنى على نفس الأُسس التي تُبنى عليها قرارات استثمار رأس المال (القيمة الحالية الصافية أو ذات الصلة، على النحو الوارد أعلاه)؛ بدلا من ذلك، فإنها سوف تُبنى على التدفقات النقدية، أو الربحية، أو كليهما.
- يتوافر مقياس واحد للتدفقات النقدية من خلال دورة تحويل النقد -صافي عدد الأيام بداية من إنفاق النقدية على المواد الخام وحتى تلقي المدفوعات من العملاء. وكأداة للإدارة، فإن هذا القياس يُوجِد علاقة متبادلة صريحة بين القرارات المتعلقة بالمخزون، والذمم المدينة والدائنة، والنقد. لأن هذا الرقم يتوافق بشكلٍ كبيرٍ مع الوقت الذي تكون فيه نقدية الشركة مُستَثمرة في العمليات وغير متوافرة لأنشطة آخري، وتهدف الإدارة بشكل عام إلى صافي عد منخفض.
- في هذا السياق، فإن أكثر القياسات فائدة للربحية هو المردود الرأس المالي . وتظهر النتيجة كنسبة مئوية تُمثل خارج قِسمة الدخل ذو الصلة لمدة 12 شهرًا على رأس المال المُستخدَم. ويُظهِر العائد على حقوق المُساهمين هذه النتيجة لمساهمي الشركة. وترتفع قيمة الشركة، عندما وفي حالة تجاوز مردود رأس المال -الناتج عن إدارة رأس المال المتداول- تكلفة رأس المال -الناتجة عن قرارات استثمار رأس المال على النحو الوارد أعلاه. لذلك تُعد قياسات مردود رأس المال ذات منفعة كأداة إدارة، حيث تعمل على ربط السياسة قصيرة الأجل بإتخاذ القرارات طويلة الأجل.
- السياسة الائتمانية للشركة: عامل آخر من العوامل التي تؤثر على إدارة رأس المال المتداول هو السياسة الائتمانية للشركة، والتي تشمل شراء المواد الخام وبيع السلع تامة الصنع إما نقدًا أو عن طريق الائتمان. وهذا يؤثر على دورة تحويل النقد.

### إدارة رأس المال المتداول
استرشادًا بالمعايير المذكورة أعلاه، فإن الإدارة سوف تستخدم مجموعة من السياسات والتقنيات لإدارة رأس المال المتداول. وتهدف السياسات إلى إدارة الأصول المتداولة (النقدية عمومًا وما يُعادل النقدية والمخزون والمدينين) وإدارة التمويل قصير الأجل، ومثل هذه التدفقات النقدية والعوائد مقبولة.
- إدارة النقد. تحديد رصيد النقد الذي يسمح للأعمال بتلبية النفقات اليومية، ولكن يُقلل من تكاليف النقدية الموجودة.
- إدارة المخزون. تحديد مستوى المخزون الذي يسمح باستمرار الإنتاج دون انقطاع ولكن يقلل من الاستثمار في المواد الخام ويقلل من إعادة ترتيب التكاليف وبالتالي زيادة التدفق النقدي. وبالإضافة إلى ذلك، يجب تقليل وقت الإنتاج لخفض الأعمال تحت التنفيذ، وبالمثل فإن السلع تامة الصنع يجب أن تبقى على مستوى منخفض قدر الإمكان لتجنُّب الإفارط في الإنتاج- انظر إدارة تسلسل الإمدادات؛ أسلوب وصول المخزون لحطة الحاجة إليه؛ كمية الطلب المناسبة اقتصادياً؛ الكمية الاقتصادية
- إدارة المدينين. تحديد السياسة الائتمانية المناسبة، على سبيل المثال شروط الائتمان التي من شأنها جذب الزبائن مما سيأثر على التدفقات النقدية ودورة تحويل النقد، ستقابلها زيادة الإيرادات، وبالتالي مردود رأس المال (أو العكس): انظر الخصومات والمسموحات.
- التمويل قصير الأجل. تحديد مصدر التمويل المناسب لدورة تحويل النقد: يتم تمويل المخزون بشكل مثالي من قبل الائتمانية الممنوحة من المورد. ومع ذلك، قد يكون من الضروري الاستفادة من قرض مصرفي (أو السحب على المكشوف)، أو «تحويل المدينين إلى نقدية» من خلال "بيع الديون"

## وصلات خارجية
- كيفية حساب رأس المال المتداول
- إدارة رأس المال العامل
- أثر إدارة رأس المال العامل على ربحية الشركات المساهمة العامة الخدمية الأردنية